# The Dark Pictures Anthology: The Devil in Me
The Dark Pictures Anthology: The Devil in Me — інтерактивна гра жахів, яка розроблена Supermassive Games та видана Bandai Namco Entertainment для мультиплатформенного випуску на PlayStation 4, PlayStation 5, Xbox One, Xbox Series X/S і ПК 18 листопада 2022 року. Четверта та остання частина серії The Dark Pictures Anthology та четверта частина загалом.
The Devil in Me заснована на історії злочинів Генрі Говарда Холмса, першого американського серійного вбивці, що був засуджений.

## Сюжет
Група режисерів-документалістів отримує таємничий дзвінок із запрошенням у сучасну копію «Замок вбивств» серійного вбивці Генрі Говарда Холмса. Це надто гарна можливість, щоб її пропустити, і вона може бути саме тим, що вони шукають, щоб завоювати вкрай необхідний суспільний інтерес.
Готель є ідеальним місцем для нового епізоду їхньої передачі, але все не зовсім так, як здається. Знімальна група виявляє, що за ними стежать і навіть маніпулюють ними, і раптом на кону стоїть набагато більше, ніж їхні рейтинги.

## Ігровий процес
The Devil in Me має сувору систему автоматичного збереження, яка не дозволяє гравцеві перезавантажувати файл збереження на більш ранній етап гри, якщо він хоче змінити своє рішення.
Щоб побачити весь вміст у грі, гравець повинен пройти його кілька разів різними шляхами та сценаріями. Крім того, гра передбачає постійну механіку смерті, що означає втрату персонажа назавжди, якщо він загинув. Таким чином, The Devil in Me пропонує численні результати та кінцівки для кожного персонажа. Як фінал Першого сезону, частина набагато довша, ніж її попередники, і займає понад 7 годин.
Протягом усієї гри гравець постійно стикається з моральними дилемами, починаючи від звичайних діалогів і закінчуючи життєвими та смертельними ситуаціями (кого вбити, віддати інструмент чи залишити його тощо). Для цих випадків у гравця є моральний компас, який пропонує йому два-три варіанти відповіді — діяти раціонально («Голова»), діяти емоційно («Серце») або говорити/нічого не робити. Однак час на вибір обмежений, приблизно 5-10 секунд залежно від ситуації. The Devil in Me використовує систему «запам'ятовування дій», які фіксують будь-які дії гравця, які можуть мати значні наслідки згодом і вплинути на результат гри.
Ігровий процес зосереджений на розвідці, швидких подіях (звичайний і сегменти «Зберігай спокій») і виявлення предметів колекціонування. Останні включають «фотографії», які показують можливі майбутні події та «секрети», які розкривають історію та допомагають розкрити минуле готелю, а також передісторію Дю'Мета. Внутрішньоігрова система відстежує всі виявлені предмети колекціонування, роблячи їх завжди доступними для гравця, незалежно від їхнього поточного проходження. Збір усіх або певних секретів, а також завершення гри нагороджує гравця Спеціальними функціями або бонусним вмістом, який надає додаткову інформацію про знання та розвиток гри.
Як фінал першого сезону, The Devil in Me містить нову ігрову механіку, якої не було в антології:
- Протагоністи отримують розширені набори рухів, що дозволяє їм більше взаємодіяти з довкіллям. Тепер персонажі можуть: бігати, лазити, повзати, стрибати через перешкоди, стрибати через прогалини, протискуватися через крихітні простори, балансувати на балках тощо. Крім того, коли є загроза, герої можуть сховатися від неї.
- Дослідження тепер включає розгадування легких головоломок (пошук прихованих кодів, розплутування антикварних коробок із запобіжниками, пошук виходів із лабіринтів, пересування речей, щоб знайти нові маршрути тощо), щоб гравець міг пройти через готель, а також зберегти героїв живими.
- Додано систему інвентарю. Тепер герої можуть використовувати предмети, якими вони володіють, щоб збільшити свої шанси на виживання. Предмети можуть бути змінені, зламані, втрачені або передані іншим персонажам. Крім того, кожен герой з початку гри оснащений певним інструментом, безпосередньо пов'язаним з його роботою:
  - Як бізнесмен Чарлі має візитну картку, за допомогою якої він може відкривати засувки ящиків.
  - Як журналіст-розслідувач Кейт має олівець, яким вона може заштрихувати розірвані шматки паперу та знайти те, що під ними написано.
  - Як оператор, Марк оснащений камерою, за допомогою якої він може збирати докази злочинів, які вони розкрили.
  - Як електрик Джеймі має мультиметр, за допомогою якого вона може перемонтувати електричні схеми.
  - Як звукорежисер, Ерін оснащена спрямованим мікрофоном, за допомогою якого вона може чути крізь стіни.
- Додано нові предмети колекціонування у вигляді монет, відомих як оболі. Збирання цих монет відкриває предмети, які гравці можуть переглядати. Крім того, ці монети матимуть більше значення для антології, оскільки Куратор прагне їх колекціонувати.

На кінець, The Devil in Me пропонує гравцям чотири режими гри: одноосібна гра, яка дозволяє грати в гру з основної (Theatrical Cut) або альтернативної (Curator's Cut) точки зору, і багатокористувацька гра, яка дозволяє двом гравцям онлайн (Shared Story) або від двох до п'яти гравців офлайн (Movie Night).

## Персонажі
The Devil in Me Розповідає про п'ятьох головних героїв, яких заманюють в копію Замку вбивць. Герої — члени знімальної групи документального фільму.

Серед другорядних персонажів і антагоністів: пара, яка відвідує Murder Castle у медовий місяць, і троє серійних убивць із різних епох.

### Протагоністи
- Джессі Баклі в ролі Кейт Вільдер
- Пол Кей в ролі Чарльза Лонніта
- Ніккі Патель в ролі Ерін Кін
- Глорія Обіаньо в ролі Джеймі Тієрган
- Фехінті Балогун в ролі Марка Нестора

### Supporting Characters
- Піп Торенс[en] в ролі Куратора
- Едверд Блюмель[en] В ролі Джефа
- Кітті Арчер в ролі Марієль

| - TBA в ролі Грантам Дюмет - Джон Дагліш в ролі Генрі Говарда Холмса - TBA в ролі Мені Шерман |

## Саундтрек

### Музика в грі
1. Du'Met
2. The Journey
3. The Honeymoon
4. The Island
5. Hunted
6. Watchful Eye
7. The Trap

## Розробка
Протягом розробки The Devil in Me, команда the Supermassive Games черпала натхнення з серії фільмів Пила, беручи гротескні пастки та дилеми, а також фільм Сяйво, сприймаючи концепцію зловісної будівлі, загроза якої ховається за кожним рогом. Крім того, команда надихалася кількома класичними слешерами, як-от Психо, Хеловін і П'ятниця 13.
На відміну від попередніх ігор, The Devil in Me вперше з'явився 28 червня 2021 року, коли його назва та зображення назви були торговою маркою. До цього єдиною підтвердженою інформацією про частину було те, де вона відбуватиметься (відомо з мапи всесвіту антології) та її тема (відома з книг у попередніх двох частинах).
Перше посилання на четверту частину антології з'явилася в The Dark Pictures Anthology: House of Ashes' золота картина, на якій було зображено чоловіка (Чарлі), який потрапив у вогняну пастку, коли жінка (Джеймі) дивилась на цю сцену по телебаченню. Крім того, після титрів, анонсують трейлер, в якому розкривають особистості деяких героїв. Через деякий час стали відомі імена головних акторів: Кейт, Чарлі, Марк, Джеймі та Ерін.
Тизер починається з діалогу між людиною з сигаретою та кимось, хто ховається в тіні. На запитання, як це — бути вбивцею, чоловік каже, що вбивця — це митець, а бачити, як життя людини згасає на очах — справжнє мистецтво. Його монолог спочатку супроводжується кадрами нутрощів і трупів, які потім змінюються сценами небезпеки героїв, які потрапляють у пастки. Потім з'ясовується, що людина, що палить, насправді є аніматронним трупом, а голос подається з диктофона. Тизер закінчується голосом, який запитує слухача, чи вони вже залишили свій слід у світі, як він, коли людина в тіні вимикає диктофон, після чого йде назва четвертої частини та фінал першого сезону:The Devil in Me.
31 грудня, як святкування Нового року, Supermassive Games опублікували перший пост про «The devil in me», в якому показано вид на готель World's Fair Hotel ззовні, а перед будівлею стоїть невідомий чоловік. . У тому ж дописі було оголошено, що гра вийде у 2022 році. 28 березня 2022 року було опубліковано офіційний постер гри, який підтверджує ім'я головної героїні, яку грає Джессі Баклі, Кейт.
Перші рухи кругом The Devil in Me почались 29 червня коли сторінку Steam було оновлено новою інформацією про розстрочку. 7 липня був випущений трейлер гри показуючи початок сетингу, а також показуючи, що дата випуску буде десь восени.
24 серпня, для Gamescom 2022, новий трейлер був випущений, демонструючи нові механіки (інвентар, розширені набори рухів і головоломки). Також було підтверджено дату випуску The Devil in Me, 18 листопада. Через день, було випущено інтерв'ю з Томом Гітеном, де він детально розкрив налаштування, героїв та ігровий процес. Разом з інтерв'ю був 16-хвилинний відеоматеріал ігрового процесу, де група зіткнулася з однією з пасток, розроблених Д'Ю Меттом, і навіть могла втратити одну з головних героїнь, а саме Ерін.
12 і 18 жовтня було опубліковано дві частини інтерв'ю з актрисою Джессі Баклі. У ньому Джессі розповіла про те, як це було грати Кейт і про свій досвід підбору ролі. 24 жовтня 1-годинна демонстрація гри була випущена для різних творців контенту та рецензентів гри. Ця демонстрація дозволила гравцям зіграти сім нових розділів. Гравці також могли грати за кожного з головних героїв і навіть убити Ерін.

## Спеціальні випуски

### Animatronic Collector's Edition
The Animatronic Collector's Edition ексклюзивна копія гри The Devil in Me. Він містить копію гри та бонус за попереднє замовлення з аніматронною фігуркою бюста, візитною карткою Lonnit Entertainment, листівкою з конвертом і картою готелю World's Fair Hotel на острові.

### Volume 2 Edition
The Volume 2 Edition це колекційний набір, який містить копії House of Ashes та The Devil in Me, а також бонус з перед замовленням із гральними картами «House of Ashes», та сама карта, згадана раніше, і шпильки (затемнення та циркуль).